# Chlorocoma cadmaria
Chlorocoma cadmaria är en fjärilsart som beskrevs av Achille Guenée 1857. Chlorocoma cadmaria ingår i släktet Chlorocoma och familjen mätare. Inga underarter finns listade i Catalogue of Life.